# Montagoudin
Montagoudin egy francia település Gironde megyében az Aquitania régióban. Lakosainak száma 171 fő (2022. január 1.).

## Adminisztráció
Polgármesterek:
- 2008–2014 Gilbert Albert Bolzan
- 2014–2020 Joël Doux

## Demográfia
| Lakosok száma | 151  | 151  | 160  | 160  | 182  | 186  | 181  | 178  | 177  | 171  |
|               | 1968 | 1982 | 1990 | 2006 | 2013 | 2015 | 2017 | 2019 | 2020 | 2022 |

## Látnivalók
- Saint-Saturnin templom

### Galéria

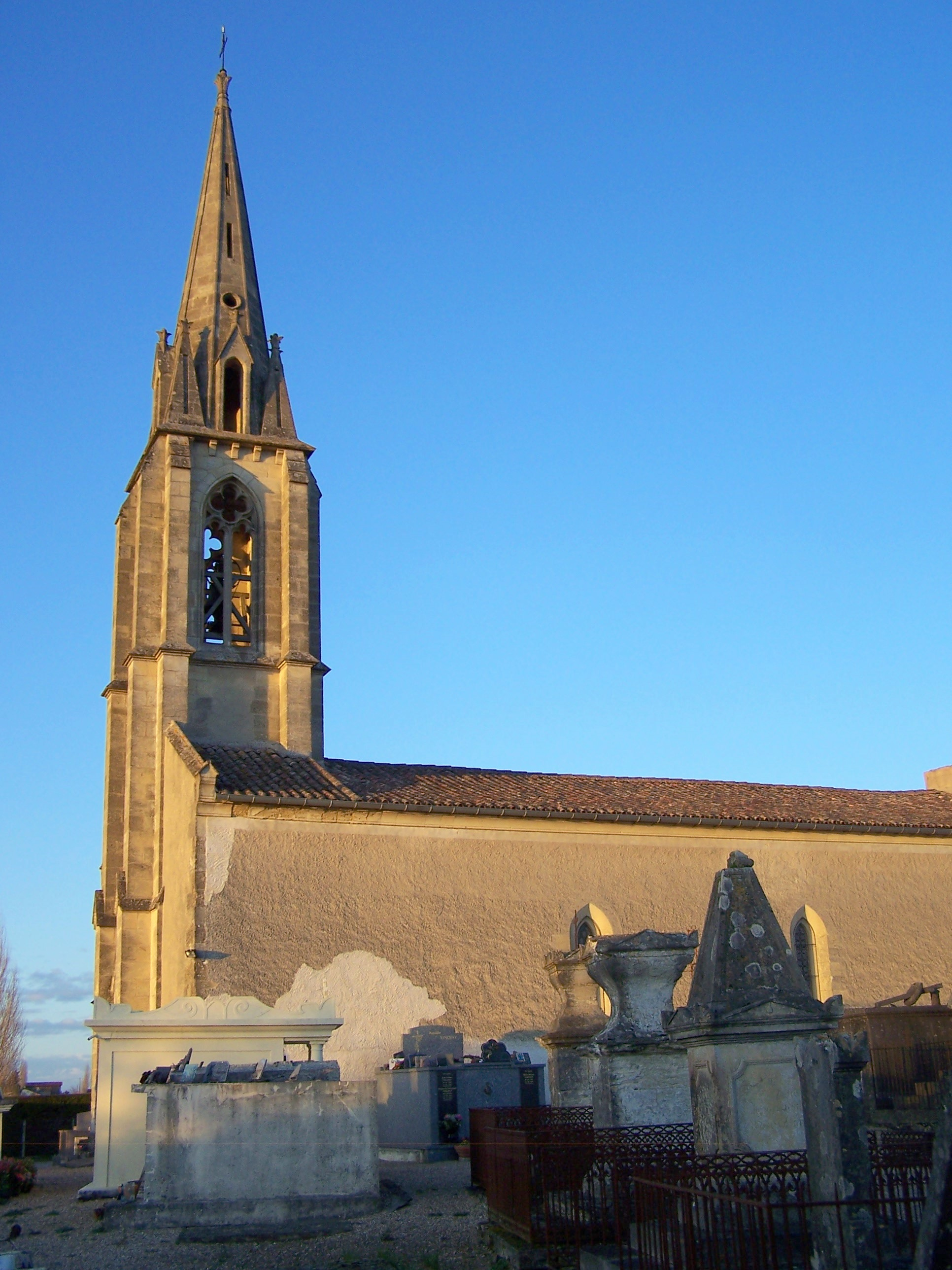
Saint-Saturnin (2010)
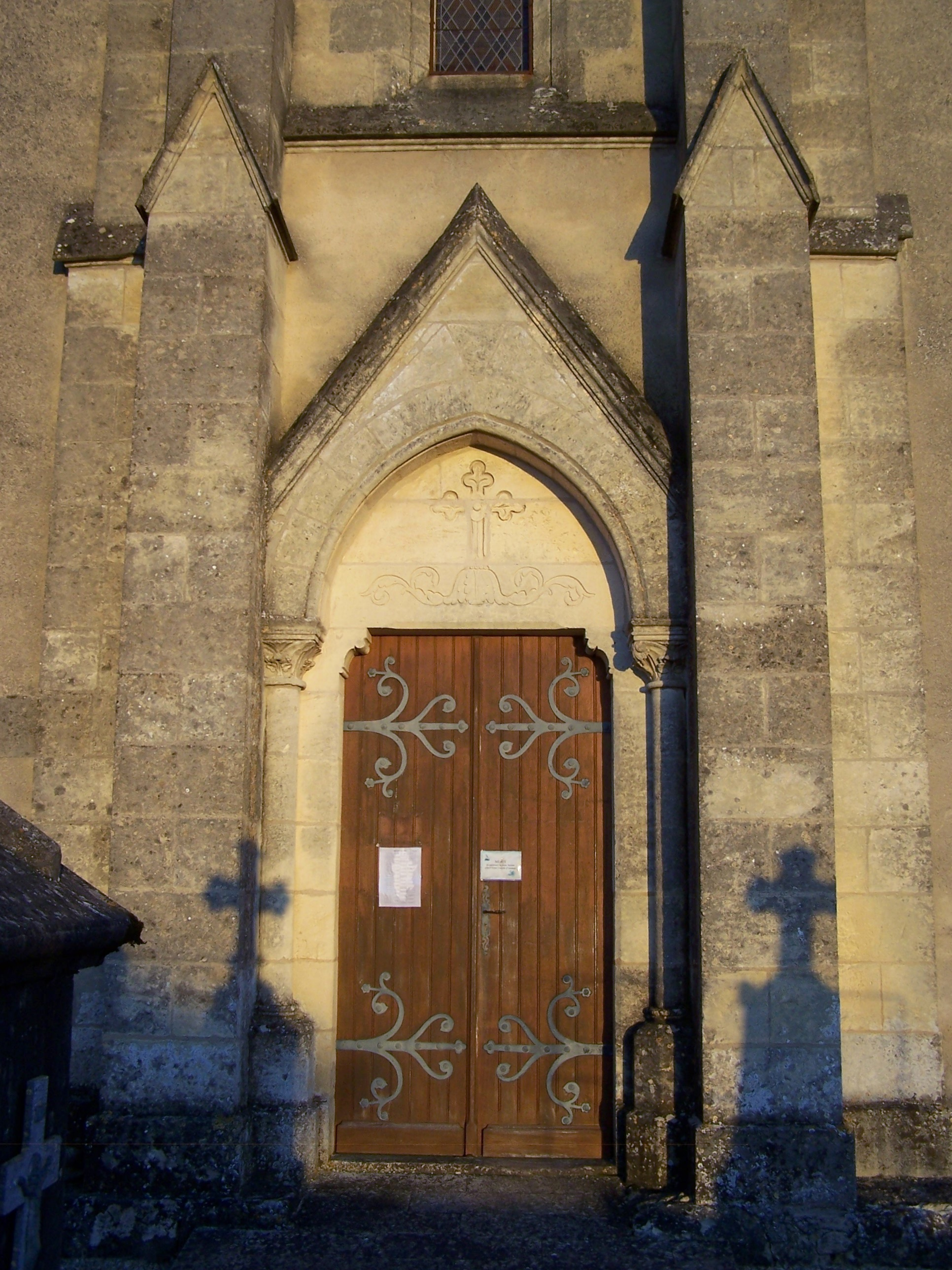
Saint-Saturnin (2010)
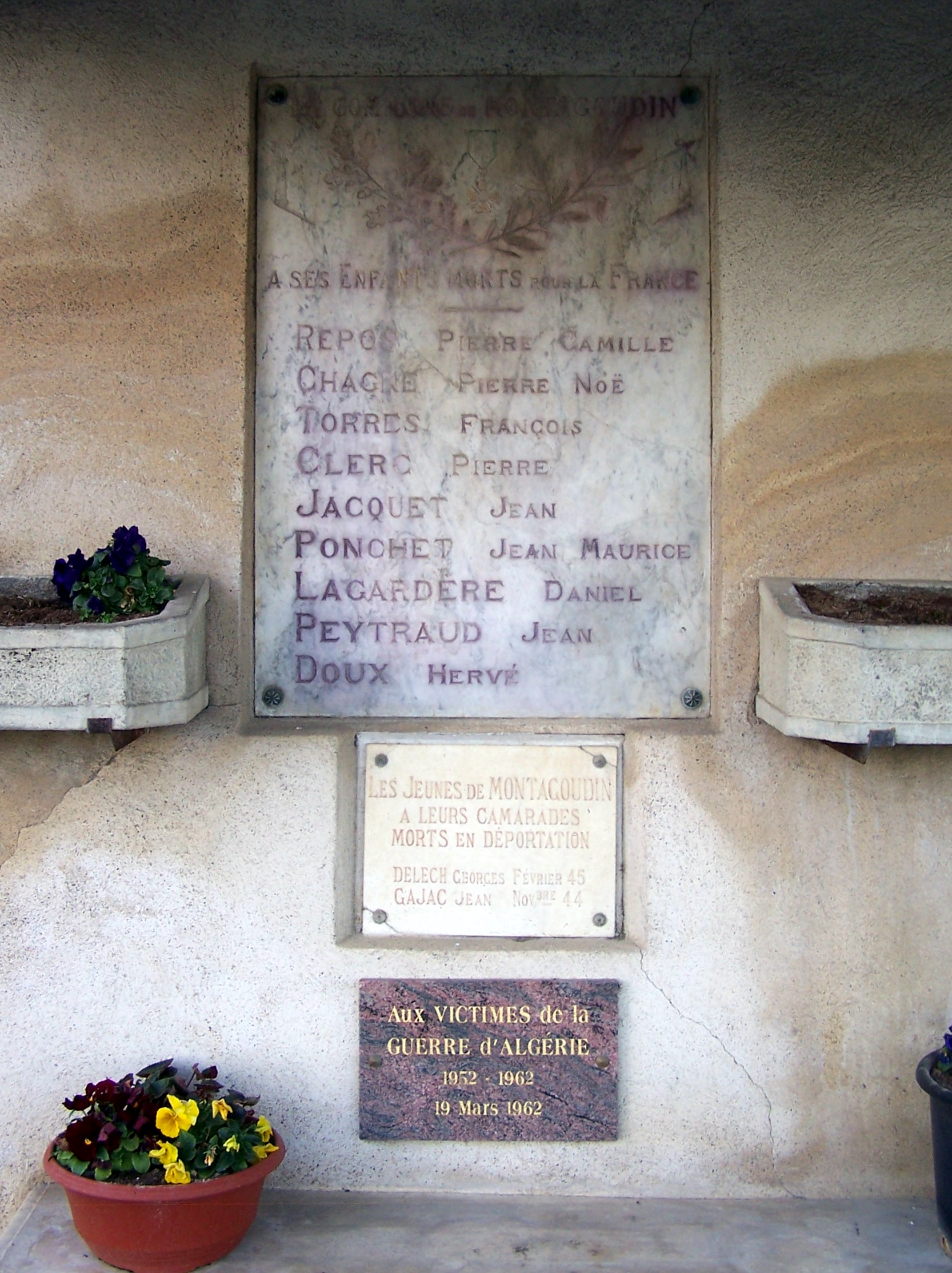
Emlékmű (2010)